# Новоросійський морський порт
Новоросійський морський порт — один з найбільших портів Чорного моря, найбільший порт Росії. Рекордсмен портів Росії за довжиною причальної лінії, що досягає 8,3 км. Морський порт розташований на північно-східному узбережжі Чорного моря в зручній для судноплавства Новоросійської або Цемеської бухті, яка не замерзає. Навігація в порту триває весь рік, хоча і може перериватися в зимовий період, коли з північного сходу дме вітер бора, що становить небезпеку для суден. Новоросійська бухта доступна для суден з осадкою до 19,0 метрів, а внутрішня акваторія порту — до 12,5 метрів. Глибини вздовж наливних терміналів (від 8,4 до 15,6 метрів) дозволяють приймати танкери дедвейтом до 250 000 тонн.

## Характеристика порту
Новоросійський морський порт знаходиться на перетині міжнародних транспортних коридорів, які пов'язують Росію з країнами Середземномор'я, Близького Сходу , Африки, Південної та Південно-Східної Азії, Північної та Південної Америки, є кінцевим пунктом відгалужень низки міжнародних транспортних магістралей — «Північ — Південь», міжнародного транспортного коридору № 9.
За вантажообігом порт — найбільший у Росії та Чорноморському басейні та третій у Європі. Зокрема, у 2011 році на нього припало 21 % всього вантажообігу Росії. На 2017 рік у порту функціонувало 89 причалів загальною довжиною 15 627 метрів. Його пропускна спроможність за даними того року становила 208,793 млн тонн на рік, у тому числі 160,688 млн тонн наливних вантажів (нафта, нафтопродукти тощо), 37,509 млн тонн сухих вантажів і 883 тисячі контейнерів у двадцятифутовому еквіваленті (TEU). Основні вантажі, що проходять через порт — зерно, вугілля, мінеральні добрива, лісоматеріали, нафта та нафтопродукти, контейнери, харчові та хімічні вантажі. У 2014 році вантажообіг порту склав 121,59 млн тонн, у тому числі 720 тис. TEU (другий за величиною показник у Росії та перший у Чорноморському регіоні). Загальна довжина причалів Новоросійського порту — 8,3 км. У складі порту діють три вантажні райони — Східний, Центральний та Західний, пасажирський район та нафтогавань «Шесхаріс».

## Історія

#### Новоросійськ та порт у середині XIX століття
Суджуцька бухта та інші частини чорноморського узбережжя перейшли від Туреччини до Росії в 1829 за умовами Адріанопольського мирного договору, який завершив Російсько-турецьку війну 1828—1829 років. За вказівкою Миколи I бухту почали називати Новоросійською або Цемеською (від назви річки Цемес, що впадає в неї. Формування Чорноморської берегової лінії перервало торговельні зв'язки між турецькими купцями та горцями, і укріплення було вирішено перетворити на торгові вузли. Рішенням Комітету у справах Закавказького краю від 11 березня 1844 року в Новоросійську було спрощено митний огляд судів іноземних держав, зменшено збори та засновано безмитну складку товарів. У 1845 році в Новоросійську було відкрито невеликий торговий порт.
Примітивні склади були зведені з місцевого обробленого каменю, розвантаження та завантаження суден проводилося на рейді бухти. Суходолом товари доставляли на кінних підводах і возах, по воді — на баркасах і фелюгах. На той момент Новоросійськ не грав істотної ролі в торговому житті Росії через відірваність від багатого Кубанського краю та центральних губерній. У роки Кримської війни Новоросійськ був зруйнований вщент, і в 1858 на його місці почалося зведення Костянтинівського укріплення. У 1860 році місто Новоросійськ було офіційно скасовано і відновлено 27 вересня 1866 як адміністративний центр новоствореного Чорноморського округу, після чого в 1868-69 роках Костянтинівська фортеця була розібрана на потреби міста.

#### Кінець XIX— початок XX століття
У 1872 році за наказом імператора Олександра II була створена комісія для визначення місць будівництва нових портів на Чорноморському узбережжі, яка в 1874 році дійшла висновку про недоцільність будівництва головного порту в Цемеській бухті через сильні північно-східні вітри і рекомендувала побудувати там порт. Міністерством шляхів сполучення розробило кілька проектів порту, які відрізнялися вантажообігом, вартістю і терміном будівництва, і Державна рада зупинилася на варіанті з плановим вантажообігом близько 30 млн пудів.
Будівництво за затвердженим проектом почалося на найбільш захищеному від вітру північно-східному березі Цемеської бухти. У 1888 році, незабаром після завершення рейкової колії до Новоросійська, із Новоросійського морського порту вийшов перший пароплав — завантажене зерном французьке судно «Мінгреллі». До 1895 були побудовані західний і східний моли і казенні причали, один з яких орендувало товариство «Чорноморський цемент», яке відвантажувало цемент, виготовлений з виявлених поблизу Новоросійська покладів мергелю. Приватний капітал відіграв значну роль у становленні Новоросійського морського порту.
У 1890-х роках Новоросійський морський порт з вантажообігу посідав 7-ме місце в Російській Імперії та 4-е місце серед усіх портів на Азовсько-Чорноморському узбережжі. На експорт йшли зерно, цемент та нафта, імпортувалися продукція легкої та важкої промисловості, овочі та фрукти. У 1900—1910 роках в Новоросійський морський порт заходило до 600 російських та 400 іноземних суден на рік. До початку Першої світової війни вантажообіг Новоросійського морського порту досяг 1,5 млн тонн на рік, з яких понад 1 млн тонн становив експорт зерна. Загалом у ті роки через Новоросійський морський порт експортувалося ⅔ всього зерна Півдня Росії. У порту працювало 38 причалів загальною довжиною 5,7 кілометрів. Зростання вантажообігу в порту Новоросійська сприяло розвитку всієї економіки міста, розвитку підприємств та комерційних банків.

### ХХ сторіччя
У роки Громадянської війни Новоросійський морський порт значною мірою зруйнований у боях між Червоною та Добровольчою арміями. Після встановлення контролю більшовиків господарство Новоросійського порту було націоналізовано. У 1921—1922 роках Новоросійський порт зіграв важливу роль у відправленні продовольства голодуючим Поволжя. Паралельно йшло відновлення інфраструктури порту та його вантажообігу. У 1926—30 роках Новоросійський морський порт перевищив довоєнні обсяги відвантаження хліба, а роки другої п'ятирічки — довоєнний вантажообіг. Ряд дерев'яних пристаней були замінені залізобетонними, для обслуговування суден каботажного флоту було вирито ківш, побудовано набережну та холодильник.
До 1940 Новоросійський морський порт став найважливішим портом на півдні СРСР . Він включав 4 вантажно-розвантажувальні райони, імпортний та цементний пірс, каботажну ділянку та Східну набережну загальною площею 106,5 га. У порту діяв 41 причал загальною довжиною 4,69 км. У порту працювало 2076 осіб, включаючи 509 вантажників. В 1940 Новоросійський морський порт обробив 416 суден і перевалив 1554 тисячі тонн вантажів. Після початку Великої Вітчизняної війни через порт було організовано евакуацію людей і підприємств, постачання спорядження та боєприпасів на фронт. За виконання бойових завдань, мужність і відвагу багато працівників порту було відзначено державними нагородами. На момент звільнення міста у вересні 1943 року з усієї портової інфраструктури збереглася лише одна пристань. За рішенням Державного комітету оборони того ж року розпочався ремонт, і 1 жовтня 1944 року порт офіційно відновив роботу. До 1950 порт був відновлений, до середини 1960-х були побудовані Широкий пірс № 1 в Західному районі порту, нафтогавань «Шесхаріс» в Центральному районі, морський вокзал з пасажирськими причалами, Палац моряків, майстерні та інші об'єкти.
28 вересня 1981 року сталася аварія на танкері «Гавана», в результаті якої загинула одна людина і були поранені ще четверо.
31 серпня 1986 року в Цемеській бухті сталося зіткнення пасажирського пароплава «Адмірал Нахімов» та балкера (навалочника) «Петр Васєв», внаслідок чого 423 особи загинули.

### ХХІ сторіччя
4 серпня 2023 року Україна опублікувала прибережне повідомлення номер 118, у якому попередила про воєнну загрозу в акваторіях внутрішніх і зовнішнього рейдів портів Анапа, Новоросійськ, Геленджик, Туапсе, Сочі та Тамань.
4 серпня 2023 під час удару по військово-морській базі в Новоросійську морським дроном пошкоджено великий десантний корабель «Оленегорский горняк».

## Інфраструктура

### Система управління рухом суден
Безпека навігації в акваторії Новоросійського морського порту забезпечує система управління руху суден, до складу якої входять центр управління та чотири берегові радіолокаційні радіостанції (БРЛС): «Дооб», «Пенай», «Геленджик» і «Південна Озеріївка». Антена БРЛС «Дооб» встановлена біля Дообського маяка на висоті 95 метрів над рівнем моря, що забезпечує огляд підходу суден до Новоросійської бухти та дублює огляд самої бухти у разі виходу з ладу БРЛС «Пінай». Антена «Пенай» розташовується на передньому знаку Пенайських створних знаків на висоті 35 метрів над рівнем моря, забезпечує огляд бухти Новоросійськ та дублює огляд БРЛС «Дооб» на далеких відстанях. Антена БРЛС «Геленджик» встановлена на південно-східному схилі мису Дооб на висоті 301 метр над рівнем моря та призначена для далекого огляду підходів до Новоросійської бухти та дублювання огляду БРЛС «Південна Озеріївка». Антена «Південної Озеріївки» розташована на щоглі створного знака мірної милі Південна Озеріївка та здійснює огляд зони експлуатаційної відповідальності Каспійського трубопровідного консорціуму та підходів до неї .
БРЛС виявляють судна на відстані 15-20 миль до підходу до порту, визначають їх координати, швидкість та напрямок руху. За ризику аварійної ситуації інформація надсилається операторам системи управління рухом суден та іншим судам у радіусі дії. Судна не мають права входити до зони дії системи управління чи розпочинати рух без дозволу системи управління порту Новоросійськ.

## Об'єкти порту

### Новоросійський лісовий порт
До революції чорноморські порти Росії не мали спеціалізованих відвантажувальних лісових баз, але через Новоросійський морський порт історично проходив «різний лісовий експорт» до країн Близького Сходу . У 1929-31 роках у Новоросійському порту було організовано окрему ділянку для експорту деревини зі складами, лісобіржами та причалами, управління якої було передано новоросійській портовій конторі «Експортліс». З початку 1945 року на її території почала працювати новоросійська лісоперевалочна база Головпостач, яка приймала постачання пиломатеріалів твердих порід з Румунії для відновлення країни. У 1956 році лісоперевалочна база була реорганізована в Новоросійський лісовий порт Міністерства лісової, целюлозно-паперової та деревообробної промисловості СРСР.
Мінліспром асигнував кошти на розширення та обладнання лісової гавані для торгівлі з країнами Середземноморського басейну, Близького та Середнього Сходу, розрахованої на експорт 250 тисяч м³ та імпорт 100 тисяч м³ лісу. У 1958 році загальний вантажообіг порту склав 415 тисяч м ³, У 1968 році через Новоросійський лісовий порт пройшло більше 1700 тисяч м³ вантажів, включаючи понад 850 тисяч м³ відвантажених лісоматеріалів.
Обсяги перевалки лісу зростали, і до кінця 1970-х років відвантаження лісу перевищило 1 млн м³, До 1980 року територія лісового порту досягла 56,8 гектарів. До цього часу порт став підприємством союзного значення з 30 баштовими, портальними, козловими та залізничними кранами, 2 лініями формування пакетів, сушіння та ув'язування пиломатеріалів, двома торцово-маркувальними установками, установкою для сортування пиломатеріалів за довжиною, 52 автомобільними та електричними навантажувачами, 33, 9 автопоїздами та іншими засобами механізації. У 1992 Новоросійський лісовий порт був акціонований як «Новорослесэкспорт» і приватизований, після чого почав функціонувати як універсальний порт, перевантажуючи, крім лісоматеріалів, метали та інші вантажі. 1999 року в лісовому порту почав працювати контейнерний термінал. У 2006 році «Новорослісекспорт» увійшов до групи НМТП .

### Новоросійський судноремонтний завод
Велика судноремонтна база з'явилася в Новоросійському морському порту навесні 1918 року, коли згідно з декретом Раднаркому про націоналізацію торговельного флоту зайняті ремонтом пристаней та портового обладнання майстерні, паровозне депо та елінг для підйому барж і катерів на східній стороні Цемеської бухти були об'єднані. У серпні 1941 року на базі майстерень було організовано судноремонтний завод .
Після початку війни в Новоросійськ з Одеси було доставлено 2 плавучі доки, і робітники судноремонтного заводу займалися ремонтом військових кораблів і озброєнням цивільних судів, а сам завод був переорієнтований на випуск оборонної продукції. З наближенням німецьких військ обладнання було частково евакуйовано до південних портів, частково перенесено у штольні біля цементних заводів. Після захоплення основної частини міста частина робітників пішла до партизанського загону «Норд-Ост», інші ж були евакуйовані. У ході боїв за Новоросійськ завод був повністю зруйнований, і його відновлення почалося відразу після звільнення міста у вересні 1943 року. До 1948 завод вийшов на повну потужність.
У 1950-х роках розпочалися реконструкція та розширення Новоросійського судноремонтного заводу, були відкриті нові механічний та ливарний цехи, обладнана гальванічна ділянка. 1965 року у заводу з'явився 27000-тонний плавучий док. В 1966 завод отримав диплом II ступеня ВДНГ за розробку конструкції автоматичного пристрою з програмним управлінням для очищення борту судна від корозії. У 1980-ті площа заводу зросла з 16,6 до 25 га за рахунок нових об'єктів та споруд для ремонту великотоннажних суден. У 1985 році завод отримав найпотужніший у країні док вантажопідіймальністю 60000 тонн, що дозволило обслуговувати будь-які цивільні та військові судна вітчизняного флоту. Після розпаду СРСР замовлення на судноремонт скоротилися, і підприємство зайнялося відвантаженням металів, пізніше — будматеріалів та накатних вантажів. У 2006 Новоросійський судноремонтний завод увійшов до складу групи НМТП. На 2013 рік, незважаючи на наявність значних ремонтних потужностей, завод фактично не виконував своєї основної функції з ремонту суден.

### Нафтова інфраструктура
Розвиток перевалки нафти в Новоросійському морському порту розпочався з діяльності братів Нобель та Ротшильдів . У власності Нобелів були нафтові склади, 95-кілометровий нафтопровід, зливна естакада для залізничних цистерн, насоси та морський причал для обробки суден дедвейтом до 1,5 тисячі тонн. Один із клепаних резервуарів Нобелів пропрацював у Новоросійському порту до 1988 року. «Каспійсько-Чорноморська нафтова компанія», що належала Ротшильдам, спільно з Royal Dutch Shell заснувала компанію Nouvelle Societe du Standard Russe Grozny (у Росії відому під назвами «Російський стандарт» і «Російський грозненський стандарт»). У 1882 року «Російський стандарт» побудував у порту нафтопереробний завод.
Після націоналізації нафтових підприємств 1918 року експорт нафти став важливим джерелом валютних доходів для радянської держави. У 1920-ті та 1930-ті роки експорт нафти та нафтопродуктів підтримувався на високому рівні. У роки Другої світової війни нафтобаз, як і інші підприємства міста, був повністю знищений, і до ідеї будівництва нафтового терміналу в Новоросійську радянська влада повернулася в 1950-х роках.

#### «Шесхаріс»
Проектування перевалочного комплексу в Новоросійську почалося 1960 року. Будівництво велося в рамках великої програми розвитку нафтогазової галузі та збільшення експорту нафти і знаходилося на особистому контролі Микити Хрущова. На березі Цемеської бухти біля мису Шесхаріс на території, що починається на рівні 100 м.над рівнем моря і спускається до 40 м, був побудований резервуарний парк ємністю 99 тис. м³..
У ході будівництва нафтогавані було збудовано огороджувальний мол з причалами, розрахований на хвилі заввишки до 6,5 метрів, проведено внутрішнє та зовнішнє берегоукріплення, проведено підводний трубопровід баластових вод. У жовтня 1964 року біля причалу № 4 «Шесхаріса» був завантажений перший танкер, котрий вирушив із вантажем нафти в Італію. Паралельно з будівництвом «Шесхаріса» у 1962 році в урочищі Грушева балка почалося будівництво резервуарного парку місткістю 200 тисяч м³, який по завершенні пов'язали з «Шесхарісом» технологічним тунелем завдовжки понад 3 кілометри, що проходить через Маркотхський хребет. За рахунок нахилу нафта і нафтопродукти стікали вниз трубами, проходячи пункти обліку кількості та контролю якості.
Комплекс Новоросійської нафтобази, до складу якого увійшли «Шесхаріс» та «Грушева балка», став найбільшим у Європі та найпотужнішим у СРСР. У 1966 і 1976 році в «Шесхарісі» було введено в експлуатацію системи очищення виробничих та баластових вод танкерів, у 1978 — нафтопровід для прямого наливу суден із резервуарів «Грушевої балки», побудовано глибоководний причал та автоматизовано налив танкерів. До 1996 року «Шесхаріс» щорічно перевалював понад 50 млн тонн нафти, яка постачалася до 23 країн світу. У 2002—2003 роках загальну ємність резервуарного парку «Грушевої балки» було доведено до 1,2 млн м³. У 2012 році нафтобази «Шесхаріс» та «Грушева балка» були об'єднані в одне підприємство — «Перевалочний комплекс Шесхаріс».
На 2012 рік через «Шесхаріс» проходило понад 30 % російського експорту нафти та нафтопродуктів. Нафтогавань обладнана 3 пірсами, а загальна довжина її причалів становить 2008 м. Причал № 1 має найбільшу глибину, що дозволяє приймати танкери дедвейтом до 250 тисяч тонн та осадкою 19 м і використовується тільки для наливу нафти (його продуктивність становить 10 тисяч тонн на годину). Причал № 2 має глибину 14,5 м і приймає танкери дедвейтом до 90 тисяч тонн та осадкою до 13,9 м (швидкість навантаження становить від 90 тонн до 6 тисяч тонн на годину, залежно від вантажу). Причал № 3 розрахований на судна дедвейтом до 33 тисяч тонн та осадкою до 10,9 м і призначений для навантаження мазуту та дизельного палива (800—900 тонн на годину). Причал № 4 призначений для заправки бункерувальників з осадкою 3,6 м. Причали № 5 та 8 служать для перевалки нафтопродуктів та приймають танкери дедвейтом до 12 тисяч тонн. Причали № 6 та 7 призначені для танкерів дедвейтом до 65 тисяч тонн та осадкою до 13 м. Одночасно «Шесхаріс» може приймати 7 танкерів.

### Інфраструктура для перевалки зерна
Введення залізниці та Новоросійського морського порту в експлуатацію підштовхнули розвиток сільського господарства всього кавказького регіону, відкривши можливості для експорту та доступну логістику зерна. Також у Новоросійськ по залізниці почало надходити зерно з Дону, з Поволжя та Ставрополя. Для зберігання зерна було побудовано понад 20 дерев'яних, кам'яних та залізних комор. Всі операції з розвантаження зерна в комори, очищення та просушування, завантаження зерна на вагони для постачання в порт та вивантаження на судна виконувались вручну, для чого агентству доводилося утримувати близько 1000 робітників та вантажників. Для зниження цих непродуктивних витрат було вирішено побудувати в Новоросійську зерновий елеватор .
У 1890 році на обраній ділянці були зведені майстерні, які згодом виконували замовлення для майбутнього елеватора. Будівництво розпочалося у 1891 році. Елеватор складався з двох бічних силосних корпусів, які вміщали 47 тисяч тонн зерна. Будівля була збудована з каменю, цегли та заліза у 1893 році. Поруч із ним було побудовано першу у світі промислову електростанцію трифазного струму за технологією Михайла Доливо-Добровольського з 4 генераторами по 300 кВт. Креслення електростанції виконала швейцарська фірма «Броун Бовері», а електроустаткування було виготовлено на місці. У жовтні 1894 елеватор був введений в експлуатацію.
Для подачі зерна в порт було побудовано криту естакаду протяжністю 1137 м із двома стрічковими транспортерами. По ємності новоросійський елеватор поступався тільки елеватору в Чикаго, а з технічної оснащеності у відсутності рівних у світі. Він був відкритий для відвідувань та екскурсій. Елеватор пережив усі війни XX століття та припинив функціонувати лише у 1972 році. У 2017—2018 роках розпочалася реставрація будівлі із пристосуванням під сучасне використання: там планується розмістити виставкові простори .

## Управління портом

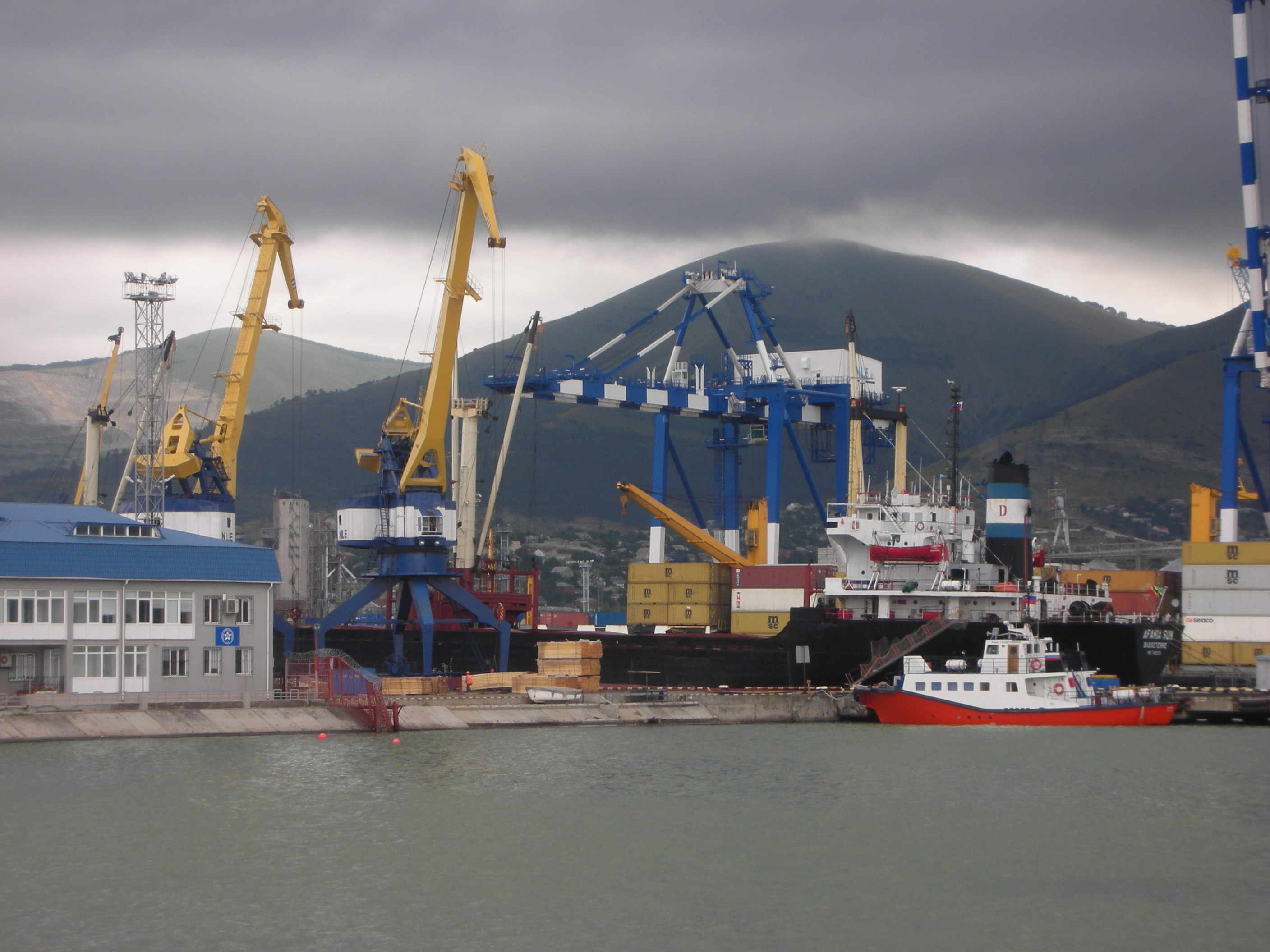
У Новоросійському порту

Федеральна державна бюджетна установа «Адміністрація морських портів Чорного моря» надає організаційне, матеріально-технічне та фінансове забезпечення капітанам морських портів. Служба капітана Новоросійського морського порту входить до її складу та забезпечує контроль за дотриманням законів, постанов, розпоряджень, правил та міжнародних договорів з торговельного мореплавання.

## Оператори порту
У Новоросійському морському порту діють компанії, які є операторами терміналів.

## Військова гавань

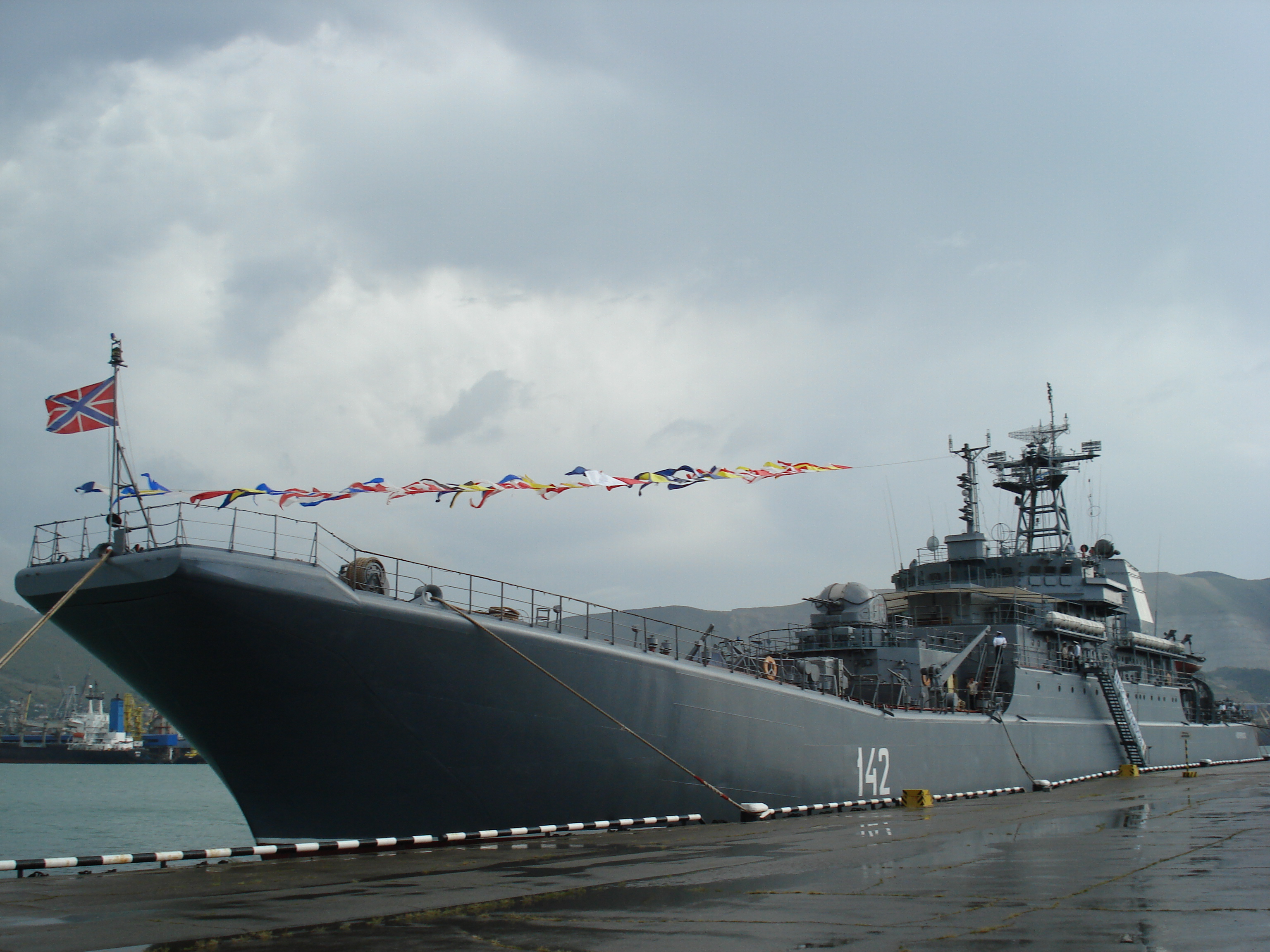
Великий десантний корабель " Новочеркаськ " у порту міста Новоросійськ

Новоросійська військово-морська база була створена більшовиками в 1920 році і в роки Громадянської війни її бойові з'єднання та кораблі брали участь у боях з Білим рухом у Криму та Закавказзі. Швидкий розвиток бази почався на тлі погіршення політичної обстановки наприкінці 1930-х, і в роки Німецько-радянської війни Новоросійськ служив опорним пунктом підтримки обложених Севастополя та Одеси, а моряки брали участь у Керченсько-Феодосійській десантній операції і забезпечували евакуацію. Після війни основною базою Чорноморського флоту став Севастополь, військово-морська база була розформована, а бухту використовували як військово-морський район тилового базування. Пізніше на території колишньої бази розташовувалися підводні човни Міністерства рибного господарства та була організована стоянка гідрографічних суден, а саме місце одержало народну назву «Геопорт» .
У пізньорадянський період сили Чорноморського флоту розміщувалися на території Грузинської та Української РСР у портах Севастополя, Одеси, Батумі та Поті. Після розпаду СРСР гостро постало питання про перенесення головної бази флоту до Новоросійська. У вересні 1994 був знову сформований Новоросійський військово-морський район, а 1997 він був перетворений в Новоросійську військово-морську базу. Для забезпечення модернізації та розширення бази у 2005 році було прийнято федеральну цільову програму «Створення системи базування Чорноморського флоту на території Російської Федерації в період 2005—2020 рр.», відповідно до якої Федеральне агентство спеціального будівництва розпочало зведення нових об'єктів. Для захисту внутрішнього рейду бази від шторму було збудовано мовляв, західна частина якого має довжину 850 метрів, а східна — 1450 метрів. Споруда розрахована на хвилі заввишки до 5 метрів і стійка до землетрусів амплітудою до 9 балів. База розрахована на приймання до 100 кораблів водотоннажністю від 1500 до 30 тисяч тонн, для чого було споруджено 5 причалів, включаючи плавучий. Також у бухті передбачено причал для підводних човнів, де можуть розміститися всі 7 дизельних субмарин, що входять до складу Чорноморського флоту.